# Ali Jabarin
Ali Jabarin (25 novembre 1993) è un goista israeliano 2-dan professionista per la Federazione europea.

## Carriera
Jabarin ha iniziato a giocare a go a 12 anni, grazie a un amico che aveva visto l'anime di Hikaru no Go. Nel 2009 ha vinto il Campionato europeo giovanile under-18, l'anno successivo ha partecipato al Campionato europeo di go di Tampere, classificandosi decimo.
Nel 2014 ha preso parte al primo torneo di qualificazione professionistica europeo, diventando il secondo professionista europeo dopo Pavol Lisy e sconfiggendo al quinto turno Mateusz Surma. Nello stesso anno ha preso parte come rappresentante europeo alla prima edizione della Coppa Limin, eliminato al primo incontro da Li Xuanhao 5d.
Nel 2015 è arrivato secondo al Campionato europeo, dietro Fan Hui 2p. Nello stesso anno ha preso parte come rappresentante europeo alla seconda edizione della Limin Cup, eliminato al primo incontro da Li Weixing 2d.
Nel 2016 è nuovamente secondo al Campionato europeo, questa volta dietro Ilya Shikshin 1p. Ha anche partecipato alla Samsung Fire Cup, entrando tra i migliori 32 giocatori di questa competizione internazionale (venendo sconfitto da Lee Sedol 9p e Liao Xingwen 6p), e ha conquistato l'European Grand Slam. La sua partecipazione alla terza edizione della Coppa Bailing si è conclusa con una sconfitta al secondo turno preliminare per mano di Lee Chanseok 2d, dopo una vittoria su Juan Ihung 1d. È stato selezionato come rappresentante europeo alla terza edizione della Coppa Limin, eliminato al primo incontro da Shin Minjun 5d.
Nel 2018 è arrivato terzo al Campionato europeo. È stato poi selezionato come uno dei due rappresentanti europei alla prima edizione della Tianfu Cup, nel corso della quale è stato eliminato al primo turno dal professionista cinese Jiang Weijie 9d.
Nel 2020 ha partecipato in qualità di professionista europeo alla nona edizione della prestigiosa Ing Cup, terminata con una sconfitta al primo turno per mano del forte goista cinese Xie Ke 8d, numero 15 al mondo. Nel corso dell'edizione 2020 del Campionato europeo, disputata online, è arrivato secondo, anche questa volta dietro Shikshin 3p.
Nel 2023 ha partecipato alla prima edizione della Quzhou-Lanke Cup World Go Open.

## Titoli e finali
| Titolo                            | Vittorie                        | Secondi posti                   |
| Titoli europei professionistici   | Titoli europei professionistici | Titoli europei professionistici |
| --------------------------------- | ------------------------------- | ------------------------------- |
| Campionato europeo professionisti |                                 | 1 (2020)                        |
| Titoli europei                    |                                 |                                 |
| Campionato europeo                |                                 | 3 (2015, 2016, 2020)            |
| Campionato europeo giovanile U-18 | 1 (2009)                        |                                 |
| Totale carriera                   |                                 |                                 |
| Totale                            | 1                               | 4                               |